# Kruklin
Kruklin (deutsch Kruglinnen, 1938 bis 1945 Kraukeln) ist ein Dorf in der polnischen Woiwodschaft Ermland-Masuren, das zur Gmina Giżycko (Landgemeinde Lötzen) im Powiat Giżycki (Kreis Lötzen) gehört.

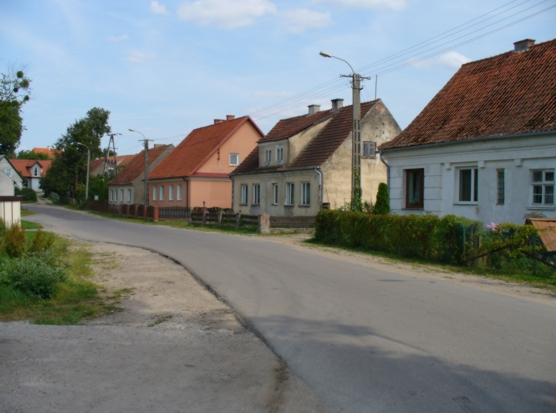
Dorfstraße in Kruklin (Kruglinnen/Kraukeln)

## Geographische Lage
Kruklin liegt am Südufer des Kruklin ( jezioro) (deutsch Kruglinner See, 1938 bis 1945 Kraukelner See) im nördlichen Osten der Woiwodschaft Ermland-Masuren. Die Kreisstadt Giżycko (Lötzen) liegt zehn Kilometer in westlicher Richtung entfernt.

## Geschichte
Im Jahre 1552 wurde das um 1818 „Kracklienen“, nach 1871 „Kruklinnen“ und dann bis 1938 „Kruglinnen“ genannte Dorf gegründet. Im Jahre 1785 wurde es als Dorf mit Wassermühle und 17 Feuerstellen erwähnt, 1818 mit 35 Feuerstellen bei 190 Seelen.
Als 1874 der Amtsbezirk Staßwinnen (polnisch Staświny) errichtet wurde, wurde Kruglinnen eingegliedert. Der Amtsbezirk – 1938 in „Amtsbezirk Eisermühl“ umbenannt – gehörte bis 1945 zum Kreis Lötzen im Regierungsbezirk Gumbinnen (1905 bis 1945: Regierungsbezirk Allenstein) in der preußischen Provinz Ostpreußen.
533 Einwohner waren 1910 in Kruglinnen gemeldet. Aufgrund der Bestimmungen des Versailler Vertrags stimmte die Bevölkerung im Abstimmungsgebiet Allenstein, zu dem Kruglinnen gehörte, am 11. Juli 1920 über die weitere staatliche Zugehörigkeit zu Ostpreußen (und damit zu Deutschland) oder den Anschluss an Polen ab. In Kruglinnen stimmten 400 Einwohner für den Verbleib bei Ostpreußen, auf Polen entfielen keine Stimmen. Die Einwohnerzahl verringerte sich bis 1933 auf 528 und belief sich 1939 auf 488.
Am 3. Juni 1938 wurde Kruglinnen aus politisch-ideologischen Gründen zur Abwehr fremdländisch klingender Ortsnamen in „Kraukeln“ umbenannt. 
1945 kam der Ort als Kriegsfolge mit dem gesamten südlichen Ostpreußen zu Polen und erhielt den polnischen Namen „Kruklin“. Heute ist das Dorf Sitz eines Schulzenamtes (polnisch sołectwo) und eine Ortschaft im Verbund der Gmina Giżycko (Landgemeinde Lötzen) im Powiat Giżycki (Kreis Lötzen), vor 1998 der Woiwodschaft Suwałki, seither der Woiwodschaft Ermland-Masuren zugeordnet.

## Religionen
Vor 1945 war Kruglinnen oder Kraukeln in die evangelische Kirche Milken (polnisch Miłki) in der Kirchenprovinz Ostpreußen der Kirche der Altpreußischen Union sowie in die Katholische Pfarrkirche St. Bruno Lötzen im Bistum Ermland eingepfarrt. 
Heute gehört Kruklin zur katholischen Pfarrei in Bystry (Biestern) mit der Filialkapelle in Upałty Małe (Klein Upalten) im Bistum Ełk (Lyck) der Römisch-katholischen Kirche in Polen bzw. zur Evangelischen Pfarrkirche in Giżycko in der Diözese Masuren der Evangelisch-Augsburgischen Kirche in Polen.

## Schule
Eine Volksschule wurde in Kruglinnen im Jahre 1743 gegründet. 1945 wurde sie zweiklassig geführt.

## Verkehr
Kruklin ist über die Woiwodschaftsstraße DW 655 im Abzweig Siedliska (Schedlisken, 1938 bis 1945 Dankfelde) zu erreichen. Außerdem führt eine Nebenstraße von Kożuchy Wielkie (Groß Kosuchen, 1938 bis 1945 Allenbruch) über Upałty Małe (Klein Upalten) in den Ort.
Die nächste Bahnstation ist Siedliska und liegt an der Bahnstrecke Głomno–Białystok, die vor 1945 von Königsberg in Preußen (russisch Kaliningrad) bis nach Brest befahren wurde.

## Persönlichkeiten
- Bertha Schulze (1889–1967), Politikerin (KPD), wurde hier geboren